# アルフォンス・レオン・ベルジェ
アルフォンス・レオン・ベルジェ(Alphonse Léon Berger、1841年生-1906年死)はフランスコルシカの死刑執行人であり、後年は死刑執行人助手としてニコラ・ロシュ、ルイ・デイブレル、アナトール・デイブレルと三代にわたるムッシュ・ド・パリの死刑執行人助手を勤めギロチンの改良を手がけた。彼の副業は家具大工だった。
彼が1872年にジュール・アルマン・デュフォール法務大臣の命令で改良したギロチンは死刑廃止の日まで使用され続けた。
1870年に死刑執行人が1人になり、コルシカの死刑執行人が廃止されると失業して、義理の父であるニコラ・ロシュの死刑執行人助手になる。
彼はニコラ・ロシュの娘のオランプ・ロシュ(Olympe Roch)と結婚して子供がいた。息子のアンドレ・レオン・ベルガー(André Léon Berger、1895-1956)はアルジェリアの死刑執行人であるアンリ・ロシュ(Henri Roch、1928-1944)の 死刑執行人助手になっている。